# Sân bay quốc tế Kansai
Sân bay quốc tế Kansai (關西國際空港 (Quan Tây quốc tế không cảng) Kansai Kokusai Kūkō, Kansai International Airport) (IATA: KIX, ICAO: RJBB) là sân bay quốc tế chính phục vụ vùng Đại đô thị Osaka của Nhật Bản và là sân bay quốc tế gần nhất của các thành phố Osaka, Kyoto và Kobe. Đây là công trình được xây dựng trên một đảo nhân tạo (Kankūjima (関空島)) ở giữa vịnh Osaka ngoài khơi đảo Honshu, cách ga Osaka 38 km về phía Tây Nam, nằm giữa ba đô thị là: Izumisano (phía Bắc), Sennan (phía Nam) và Tajiri (giữa) của tỉnh Osaka.
Sây bay Kansai được mở cửa vào ngày 4 tháng 9 năm 1994, giúp giảm tình trạng quá tải cho Sây bay quốc tế Osaka, nay được gọi là sân bay Itami, vốn nằm gần thành phố Osaka hơn. Sân bay hiện gồm 2 nhà ga: Nhà ga số 1 và nhà ga số 2. Khu nhà ga số 1 (Terminal 1) được thiết kế bởi kiến trúc sư người Italia Renzo Piano là nhà ga sân bay dài nhất thế giới với chiều dài 1,7km. Sân bay đóng vai trò là trung tâm vận chuyển quốc tế của All Nippon Airways, Japan Airlines và Nippon Cargo Airlines, đồng thời cũng là trung tâm hàng không của Peach, hãng hàng không giá rẻ đầu tiên của Nhật Bản.
Năm 2016, sân bay phục vụ 25,2 triệu lượt khách, khiến nó trở thành sân bay đông đúc thứ 30 ở châu Á và thứ 3 ở Nhật Bản. Tổng khối lượng hàng hóa thông qua là 802.162 tấn, trong đó 757.414 tấn hàng hóa quốc tế (thứ 18 thế giới) và 44.748 tấn hàng hóa nội địa. Đường băng thứ hai có kích thước 4.000 m × 60 m (13.120 ft × 200 ft) được đưa vào khai thác từ ngày 2/8/2007. Tính đến tháng 6/2014, sân bay Kansai đã trở thành trung tâm hàng không của châu Á, với 780 chuyến bay hàng tuấn đến châu Á và châu Úc (bao gồm 119 chuyến vận chuyển hàng hóa), 59 chuyến bay hàng tuần đến châu Âu và Trung Đông (5 chuyến bay chở hàng hóa) và 80 chuyến bay hàng tuấn đến Bắc Mỹ (42 chuyến bay chở hàng hóa).
Năm 2020, Kansai nhận được giải thưởng của Skytrax: Best Airport Staff in Asia, World's Best Airport Staff, and World's Best Airport for Baggage Delivery.

## Lịch sử

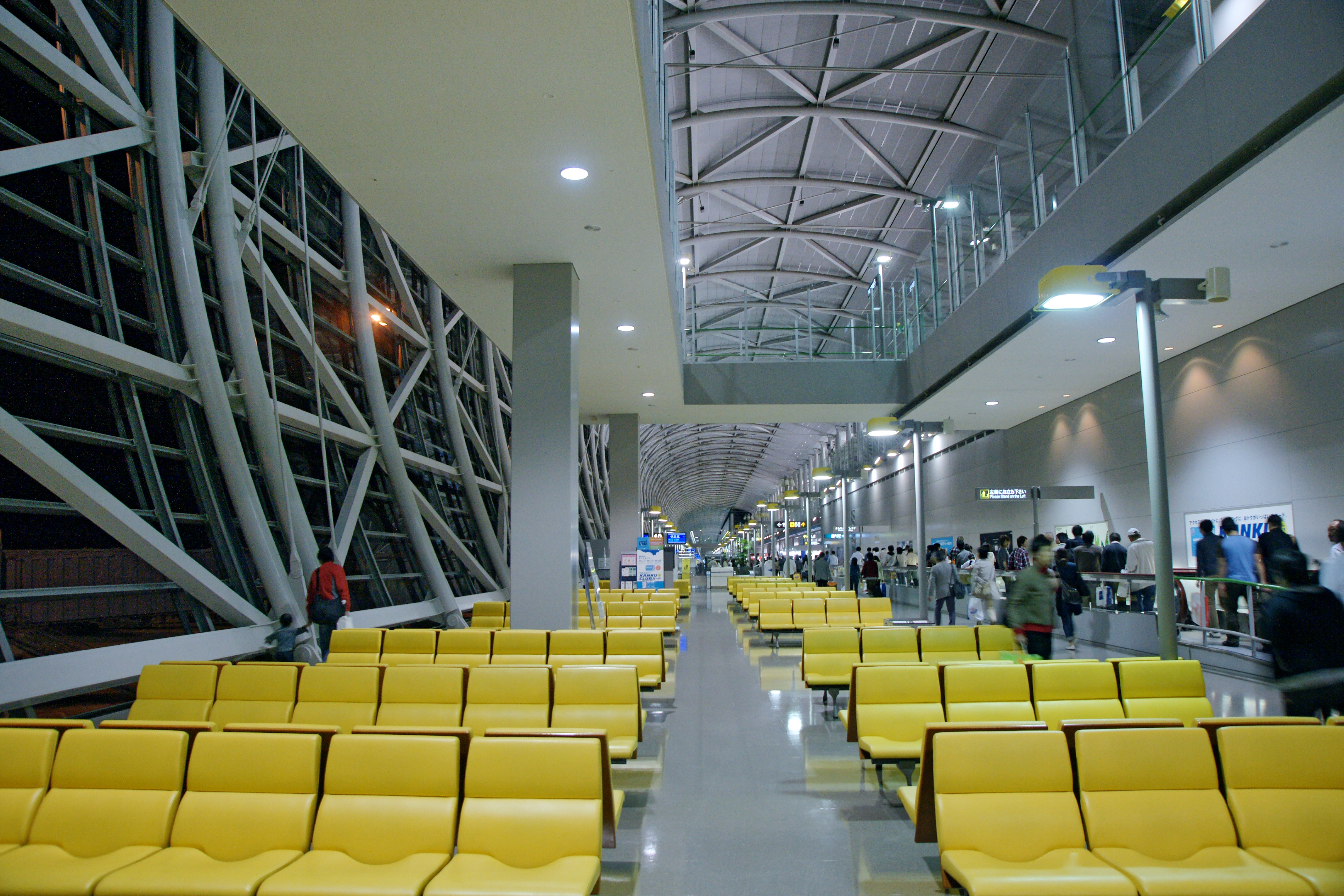
Khu vực chờ lên máy báy tại tầng 3, tại sân bay có nhà ga dài nhất thế giới

Vào những năm 1960, khi hoạt động thương mại của vùng Kansai bị suy giảm nhanh chóng do sức hút của Tokyo, những nhà hoạch định đã đề xuất xây dựng một sân bay mới gần Kobe và Osaka. Sân bay Itami, tọa lạc tại vùng ngoại ô đông đúc dân cư của thành phố Itami và thành phố Toyonaka, bị bao quanh bởi các tòa nhà nên không thể mở rộng và rất nhiều cư dân sống gần đó thường xuyên than phiền về vấn đề ô nhiểm tiếng ồn.
Sau khi nổ ra các cuộc biểu tình phản đối của người dân liên quan đến sân bay quốc tế Tokyo mới (nay là sân bay quốc tế Narita), được sân dựng trên một khu đất trưng thu ở vùng ngoại ô thuộc tỉnh Chiba, những nhà hoạch định đã quyết định sân dựng sân bay mới của vùng Kansai ở ngoài biển. Sân bay mới là một trong các dự án trong nỗ lực hồi sinh Osaka, lúc đó đã bị mất vị thế về kinh tế và văn hóa vào tay Tokyo gần một thế kỷ .
Ban đầu, sân bay mới được lên kế hoạch sẽ được xây dựng gần Kobe nhưng bị chính quyền Kobe phản đối do lo ngại vì vấn đề ô nhiễm tiếng ồn cho cư dân thành phố Kobe, nên sân bay mới phải dời địa điểm xây dựng về phía nam của vịnh Osaka. Tại địa điểm này thì sân bay mới có thể mở cửa hoạt động 24 giờ hằng ngày, không như sân bay Itami nằm trong thành phố. Tuy nhiên, sau này chính quyền thành phố Kobe lại xây dựng một sân bay khác tại vị trí ban đầu dự định xây dựng sân bay Kansai, và đặt tên sân bay đó là sân bay Kobe. Sân bay này chủ yếu phục vụ các chuyến bay nội địa của vùng Kansai.

### Quá trình xây dựng

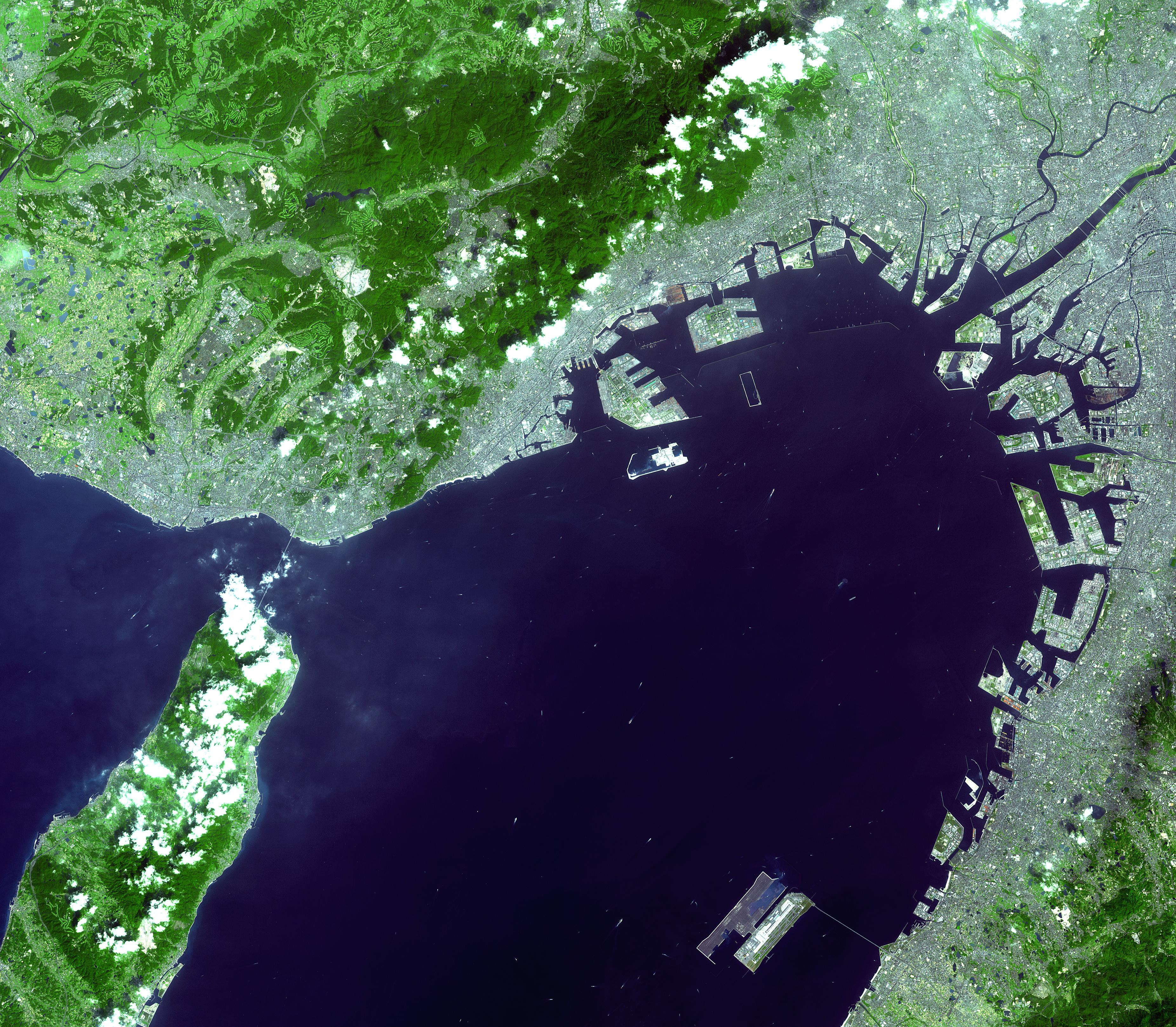
Ảnh vệ tinh chụp sân bay Kansai (hòn đảo ở góc dưới bên phải) tại vịnh Osaka. Sân bay Kobe đang được xây dựng ở gần trung tâm bức ảnh. Trung tâm của Osaka nằm ở góc trên bên phải cùng với sân bay Itami.

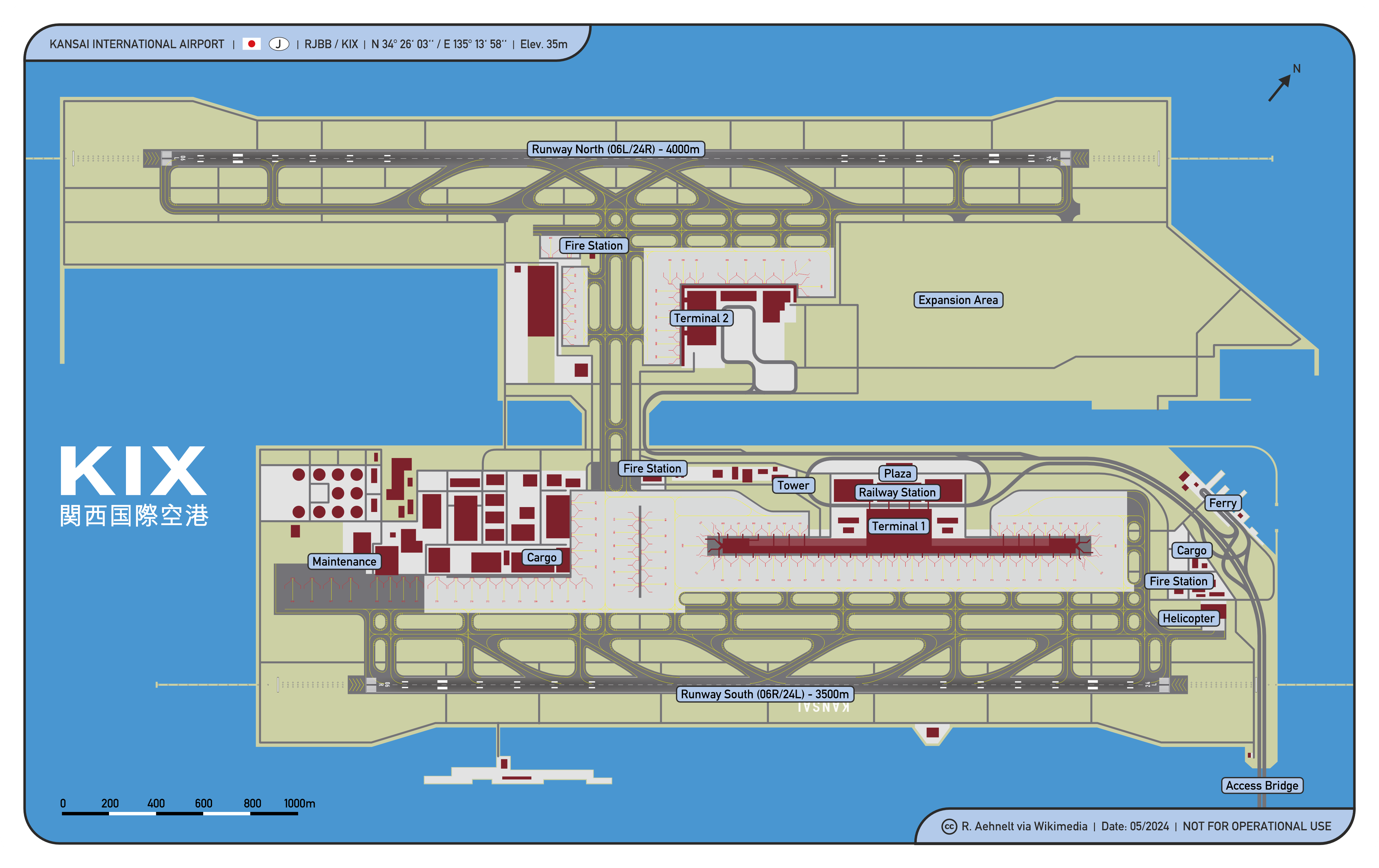
Sơ đồ sân bay

Một hòn đảo nhân tạo dài 4km, rộng 2,5km đã được đề xuất xây dựng. Các kỹ sư đã phải xây dựng phương án khắc phục những nguy cơ đến từ động đất và bão (có thể khiến mực nước dâng cao đến 3m). Độ sâu của biển tại vị trí dự kiến xây dựng hòn đảo là 18m đến 20m, với phần đáy chủ yếu là đất sét Holocene mềm chứa 70% là nước. Một triệu khối cát được đổ xuống để loại bỏ nước và làm rắn chắc đất sét.
Công trình chính thức được khởi công vào năm 1987. Bức tường biển làm bằng đá và 48.000 khối bê tông 4 chân tetrapods được hoàn thành vào năm 1989. 21 triệu mét khối được khai thác từ 3 ngọn núi và 180 triệu mét khối được sử dụng để xây dựng đảo 1. Trong 3 năm, 10.000 công nhân cùng với 80 con tàu đã mất 10 triệu giờ làm việc để hoàn thành lớp đất nền dài 30-40 mét dưới đáy biển và nằm trong bức tường biển. Năm 1990, một cây cầu dài 3 km nối hòn đảo với thị trấn Rinku được khánh thành, tiêu tốn 1 tỷ đô la Mỹ. Với việc xây dựng thành công đảo nhân tạo này, tỉnh Osaka đã tăng thêm diện tích đủ để không còn là tỉnh nhỏ nhất Nhật Bản (Tỉnh Kagawa hiện nay đang là tỉnh có diện tích nhỏ nhất).
Việc đấu thầu xây dựng sân bay đã xảy ra những tranh chấp thương mại quốc tế kéo dài từ cuối thập niên 80 đến đầu thập niên 90. Thủ tướng Nhật Bản Yasuhiro Nakasone đã trấn an những lo ngại của Mỹ, đặc biệt là thượng nghĩ sĩ Frank Murkowsky về việc các hồ sơ dự thầu sẽ bị gian lận theo hướng có lợi cho các công ty Nhật Bản, bằng cách mở những văn phòng đặc biệt cho các nhà thầu quốc tế tiềm năng. Điều này cuối cùng đã làm giảm bớt sự tham gia đấu thầu của các nhà thầu nước ngoài Sau đó, các hãng hàng không nước ngoài than phiền về việc hai phần ba diện tích sảnh khởi hành đã được khai thác bởi các hãng hàng không Nhật Bản, không tương xứng với lượng hành khách thực tế ở sân bay này. 
Theo ước tính ban đầu, hòn đảo nhân tạo sẽ chìm 5,7 mét do trọng lượng của vật liệu được sử dụng để xây dựng sẽ nén lớp phù sa dưới đáy biển lại. Tuy nhiên, đến năm 1999, hòn đảo này đã chìm 8,2 mét, nhiều hơn so với các ước tính ban đầu. Dự án trở thành công trình dân dụng đắt đỏ nhất lịch sử hiện đại khi mất 20 năm lập dự án, 3 năm xây dựng và tiêu tốn 15 tỷ đô la Mỹ. Phần lớn kinh nghiệm rút ra từ việc xây dựng sân bay này đã được áp dụng thành công khi xây đảo nhân tạo ở vùng đất nền nhiều phù sa cho các dự án sân bay Kitakyushu mới, sân bay Kobe và sân bay quốc tế Chubu. Bài học từ việc xây dựng sân bay Kansai cũng được áp dụng khi người ta xây dựng sân bay quốc tế Hồng Kông.
Năm 1991, người ta bắt đầu xây dựng nhà ga sân bay. Để dự phòng cho sự chìm xuống của hòn đảo, các kiến trúc sư đã xây dựng các cột có thể điều chỉnh được thiết kế để hỗ trợ phần thân nhà ga. Chúng có thể mở rộng bằng cách chèn các tấm kim loại dày vào đế của chúng. Các quan chức chính phủ đề xuất giảm chiều dài của nhà ga để cắt giảm chi phí, nhưng kiến trúc sư Renzo Piano kiên quyết giữ nguyên chiều dài theo thiết kế của nhà ga. Sân bay chính thức mở cửa vào ngày 4/9/1994.
Ngày 17/1/1995, Nhật Bản hứng chịu trận động đất Hanshin, tâm chấn cách sân bay Kansai khoảng 20km, giết chết 6.434 người trên đảo Honshu. Do kỹ thuật chống động đất của sân bay, sân bay đã không bị ảnh hưởng, chủ yếu là do sử dụng các khớp trượt trong kết cấu. Ngay cả kính trong các cửa sổ vẫn còn nguyên vẹn. Ngày 22/9/1998, sân bay đứng vững trước sự đổ bộ của một cơn bão có tốc độ gió trên 60m/s.
Ngày 19/4/2021, sân bay là một trong mười công trình được Hiệp hội Kỹ sư Xây dựng Hoa Kỳ trao giải thưởng Tượng đài Công trình Dân dụng của Thiên niên kỷ (Civil Engineering Monument of the Millennium)
. 
Tính đến năm 2008, tổng vốn đầu tư dự án sân bay Kansai là 20 tỷ đô la Mỹ, bao gồm cải tạo đất, xây dựng hai đường băng, nhà ga và cơ sở bay. Hầu hết các chi phí dự phòng ban đầu là do đảo chìm, do đất mềm ở vịnh Osaka. Sau khi xây dựng, tốc độ sụt lún bị coi là nghiêm trọng đến mức sân bay bị nhiều người chỉ trích đây là một thảm họa kỹ thuật. Tốc độ chìm đã giảm từ 50cm mỗi năm trong năm 1994 xuống còn 7 cm mỗi năm vào năm 2008.

### Vận hành
Mở cửa từ ngày 4/9/1994, sân bay đóng vai trò là trung tâm vận chuyển hàng không của một số hãng như All Nippon Airways, Japan Airlines và Nippon Cargo Airlines. Đây là cửa ngõ quốc tế của khu vực Kansai của Nhật Bản, nơi có các thành phố lớn như Kyoto, Kobe và Osaka. Trong khi đó, các chuyến bay nội địa thường được khai thác từ sân bay quốc tế Osaka cũ (sân bay Itami) hoặc từ sân bay Kobe do có vị trí thuận tiện hơn.
Sân bay đã gặp khó khăn trong việc kinh doanh và thanh toán các khoản nợ, và bị lỗ 560 triệu đô la Mỹ mỗi năm. Các hãng hàng không dần hạn chế bay đến sân bay Kansai bởi vì phí hạ cánh quá cao (khoảng 7.500 đô la Mỹ cho một lượt hạ cánh đối với máy bay Boeing 747), đắt thứ hai trên thế giới chỉ sau sân bay Narita. Trong những năm đầu hoạt động, tiền thuê nhà ga quá đắt đỏ và các chi phí dịch vụ đi kèm cũng ở mức cao: một số ước tính trước khi đi vào kinh doanh cho thấy một tách cà phê phải có giá 10 đô la Mỹ. Các chủ doanh nghiệp ở Osaka đã yêu cầu chính phủ phải chịu một phần chi phí xây dựng để giữ mức giá cả sao cho sân bay đủ hấp dẫn đối với hành khách và các hãng hàng không.
Ngày 17/2/2005, sân bay quốc tế Chubu khánh thành tại Nagoya, ngay phía đông Osaka. Việc mở sân bay mới này dự kiến sẽ làm tăng sự cạnh tranh giữa các sân bay quốc tế của Nhật Bản. Bất chấp điều này, tổng số hành khách năm 2005 tăng 11% so với 2004, và hành khách quốc tế tăng lên 3,06 triệu lượt vào năm 2006, tăng 10% so với năm 2005. Sự cạnh tranh càng tăng thêm khi sân bay Kobe cách chưa đến 25km mở cửa vào năm 2006, và sân bay Tokushima ở Shikoku hoàn thành việc kéo dài đường băng vào năm 2007. Mục đích của việc mở rộng này chính là để cạnh tranh với sân bay quốc tế Incheon và sân bay quốc tế Hồng Kông trong vai trò là cửa ngõ vào châu Á, khi các sân bay ở khu vực Tokyo đang bị tắc nghẽn nghiêm trọng. Kansai chứng kiến sự tăng trưởng lượt hành khách quốc tế 5% so với cùng kỳ năm trước vào mùa hè năm 2013, phần lớn đến từ các lượt khách quốc tế của các hãng hàng không giá rẻ ở Đài Loan và Đông Nam Á, bù đắp cho sự sụt giảm của hành khách từ Trung Quốc và Hàn Quốc.
Cơ quan quản lý sân bay đã nhận được hỗ trợ 4 tỷ yên từ Chính phủ cho năm tài chính 2013, và Bộ Đất Đai, Cơ sở hạ tầng, Giao thông cùng với Bộ Tài Chính đã thỏa thuận giảm dần số tiền hỗ trợ theo từng giai đoạn cho đến năm 2015, mặc dù các chính quyền địa phương ở vùng Kansai đã gây sức ép tiếp tục duy trì khoản tiền này.
Kansai được quảng cáo như một sân bay thay thế cho sân bay Narita cho các khách quốc tế ở vùng Đại đô thị Tokyo. Bằng cách bay đến Kansai từ sân bay Haneda và chuyển sang các chuyến bay quốc tế, hành khách có thể tiết kiệm thêm thời gian so với bay từ sân bay Narita: tối đa một tiếng rưỡi đối với cư dân của tỉnh Kanagawa và các tỉnh phía nam của Tokyo.

### Mở rộng

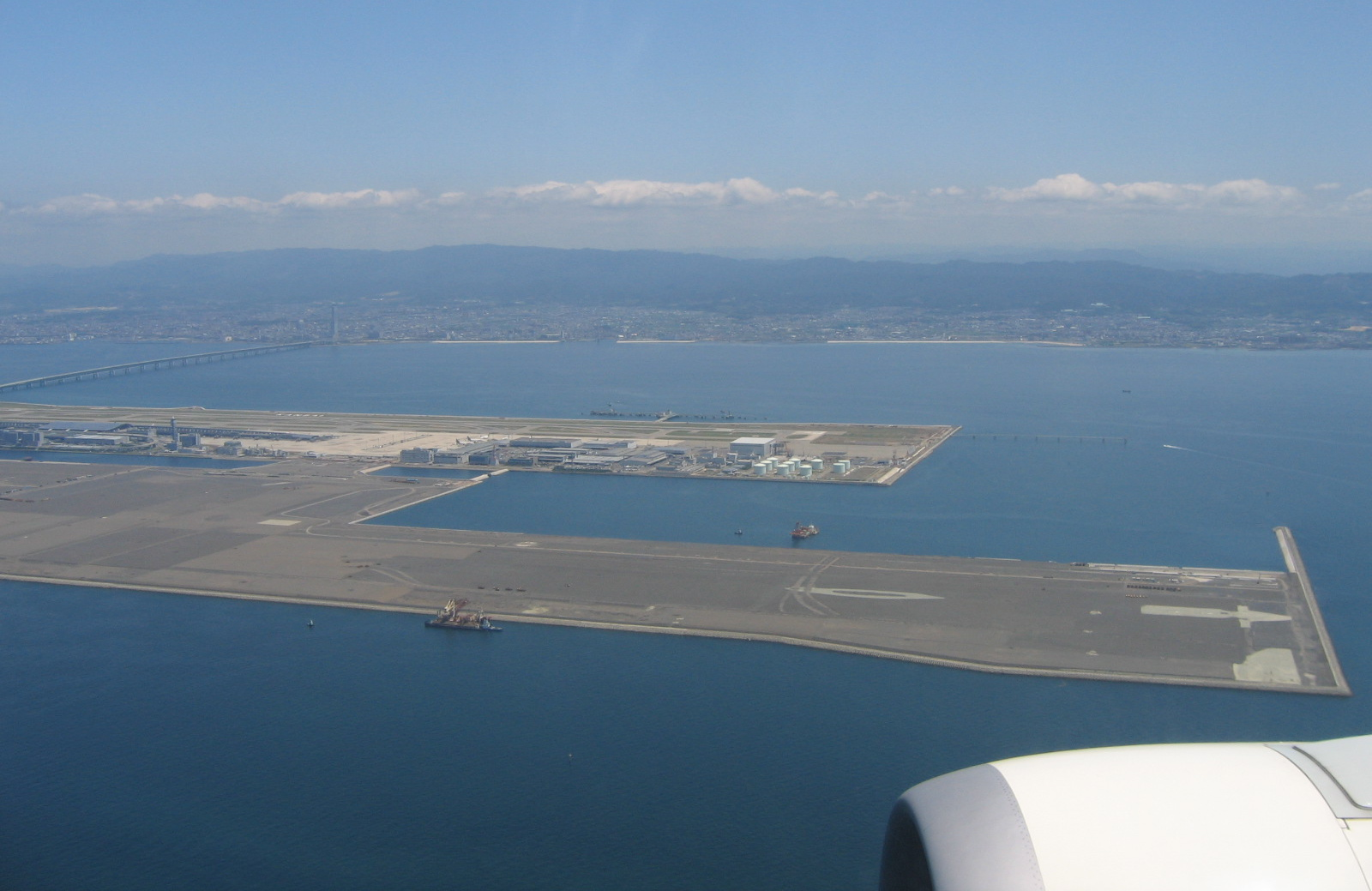
Sân bay Kansai trong quá trình xây dựng giai đoạn II

Sân bay đã hoạt động hết công suất trong thời gian cao điểm, đặc biệt là các chuyến bay chở hàng, vì vậy một phần của dự án mở rộng Giai đoạn II - đường băng thứ hai - được ưu tiên thực hiện. Do đó, vào năm 2003, tin rằng vấn đề chìm sân bay đã được giải quyết và sắp kết thúc, cơ quan quản lý sân bay đã bắt đầu xây dựng đường băng thứ hai dài 4000m và nhà ga.
Đường băng thứ hai mở cửa ngày 2/8/2007, nhưng phần nhà ga theo dự án ban đầu đã bị hoãn lại. Điều này làm giải vốn đầu tư của dự án xuống còn 910 tỷ yên (khoảng 8 tỷ đô la Mỹ), tiết kiệm 650 tỷ yên so với tính toán ban đầu. Đường băng thứ hai, được khai trương cùng thời điểm diễn ra Giải vô địch điền kinh thế giới IAAF ở Osaka, đã mở rộng quy mô sân bay lên 10,5 km2. Đường băng thứ hai được sử dụng để hạ cánh và khi có sự cố cấm cất cánh từ đường băng số 1. Đường băng mới cho phép sân bay hoạt động 24 giờ mỗi ngày từ tháng 9/2007.
Nhà ga mới được khai trương cuối năm 2012. Các dự án bổ sung sân đỗ và xây dựng đường băng thứ ba (06C/24C) với chiều dài 3,500 mét, nhà ga hàng hóa mới và mở rộng quy mô sân bay lên 13km2 đã được nghiên cứu. Tuy nhiên, chính phủ Nhật bản đã hoãn các dự án này vì lý do kinh tế.

## Khó khăn của sân bay
Hiện nay sân bay Kansai phải đối mặt với những khó khăn: sân bay không có vật cản gió cho những máy bay lên xuống. Công ty hàng không Nhật quy định nếu gặp sức gió vượt quá 13 m/s sẽ đình chỉ máy bay lên xuống. Như qua điều tra được biết, vịnh Osaka những ngày có sức gió 13 m/s chiếm 0,6% của một năm. Khó khăn thứ hai là sự ăn mòn của muối biển, nước biển thì là đương nhiên, nhưng gió biển cũng chứa đầy muối. Để chống muối, các kĩ sư đã lặp đặt hệ thống lọc muối ở những chỗ thông gió. Song tuổi thọ của máy lọc muối cũng chỉ được có một năm nên hằng năm phải thay hàng loạt, tốn tới hàng trăm triệu Yên.
Khó khăn thứ 3 là sân bay được xây dựng trên đảo nhân tạo nên thường xuyên bị lún. Theo tính toán thì sau 30-50 năm đảo mới ổn định. Ban quản lý sân bay đã tính, ở đáy nước sâu 18m, đảo cao từ đáy trở lên 33m, mỗi ngày bình quân đảo lún 1mm đến khi ổn định sân bay vẫn còn cao hơn mặt biển 4m. Hơn nữa đảo có 98 cột lớn làm trụ cho toàn nền đảo, mặt khác toàn bộ cấu trúc trên đảo đều mỏng nhẹ nên tạm thời có thể yên tâm.

## Các hãng hàng không quốc tế và các tuyến điểm

### Hành khách

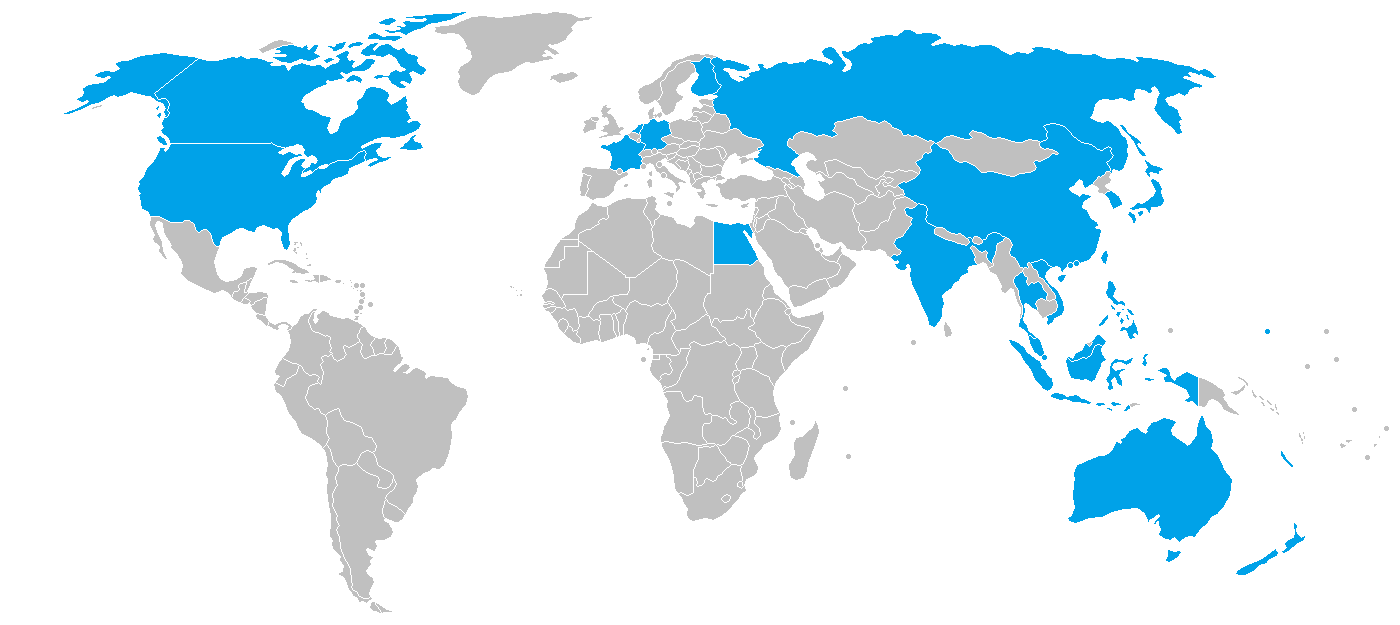
Điểm đến sân bay Kansai

| Hãng hàng không               | Các điểm đến |
| ----------------------------- | --- |
| Air Busan                     | Busan, Daegu |
| Air Canada                    | Theo mùa: Vancouver |
| Air China                     | Bắc Kinh-Thủ đô, Chengdu, Đại Liên, Hangzhou, Shanghai–Pudong, Tianjin |
| Air France                    | Paris–Charles de Gaulle |
| Air India                     | Delhi, Hong Kong, Mumbai (tất cả kết thúc và 17/9/2019) |
| Air Macau                     | Macau |
| Air New Zealand               | Theo mùa: Auckland |
| Air Seoul                     | Seoul–Incheon |
| AirAsia X                     | Honolulu, Kuala Lumpur–International, Taipei–Taoyuan |
| Aircalin                      | Nouméa |
| All Nippon Airways            | Beijing–Capital, Đại Liên, Fukuoka, Hangzhou, Hong Kong, Ishigaki, Miyako, Naha, Qingdao, Sapporo–Chitose, Thượng Hải-Phố Đông, Tokyo–Haneda Theo mùa: Asahikawa, Memanbetsu                                                                      |
| Asiana Airlines               | Seoul–Gimpo, Seoul–Incheon Theo mùa: Saipan |
| Beijing Capital Airlines      | Hangzhou |
| British Airways               | London–Heathrow |
| Cathay Pacific                | Hong Kong, Taipei–Taoyuan |
| Cebu Pacific                  | Manila |
| China Airlines                | Kaohsiung, Tainan, Taipei–Taoyuan |
| China Eastern Airlines        | Bắc Kinh-Thủ đô, Đại Liên, Hangzhou, Kunming, Nam Kinh, Ninh Ba, Qingdao, Thượng Hải-Phố Đông, Tây An, Diên Cát, Yantai |
| China Southern Airlines       | Changchun, Changsha, Đại Liên, Quảng Châu, Guiyang, Harbin, Thượng Hải-Phố Đông, Shenyang, Shenzhen, Wuhan, Zhengzhou |
| Delta Air Lines               | Honolulu Theo mùa: Seattle/Tacoma |
| Eastar Jet                    | Busan (ngừng hoạt động từ ngày 1 tháng 9 đến ngày 26 tháng 10 năm 2019), Cheongju, Seoul–Incheon |
| EgyptAir                      | Thuê chuyến: Cairo, Luxor |
| Emirates                      | Dubai–International |
| EVA Air                       | Kaohsiung, Taipei–Taoyuan |
| Finnair                       | Helsinki |
| Garuda Indonesia              | Denpasar/Bali, Jakarta–Soekarno-Hatta |
| Hainan Airlines               | Haikou, Shenzhen, Tây An |
| Hawaiian Airlines             | Honolulu |
| HK Express                    | Hong Kong |
| Hong Kong Airlines            | Hong Kong |
| Japan Airlines                | Bangkok–Suvarnabhumi, Honolulu, Los Angeles, Sapporo–Chitose, Thượng Hải-Phố Đông, Taipei–Taoyuan, Tokyo–Haneda |
| Japan Transocean Air          | Ishigaki, Naha |
| Jeju Air                      | Busan, Cheongju, Guam, Seoul–Gimpo, Seoul–Incheon Theo mùa: Muan |
| Jetstar Airways               | Cairns |
| Jetstar Asia Airways          | Clark, Manila, Singapore, Taipei–Taoyuan |
| Jetstar Japan                 | Fukuoka, Hong Kong, Kochi, Kumamoto, Manila, Naha, Sapporo–Chitose, Shimojishima, Taipei–Taoyuan, Tokyo–Narita |
| Jin Air                       | Busan, Seoul–Incheon |
| Juneyao Airlines              | Changsha, Nanjing, Qingdao, Shanghai–Pudong |
| KLM                           | Amsterdam |
| Korean Air                    | Busan (kết thúc từ 16/9/ 2019), Jeju (kết thúc từ 1/11/2019), Seoul–Gimpo, Seoul–Incheon |
| Lufthansa                     | Munich |
| Malaysia Airlines             | Kuala Lumpur–International |
| MIAT Mongolian Airlines       | Theo mùa: Ulaanbaatar |
| Nepal Airlines                | Kathmandu (bắt đầu lại từ 29/8/2019) |
| NokScoot                      | Bangkok–Don Mueang |
| Okay Airways                  | Changsha, Thiên Tân |
| Peach Aviation                | Amami Oshima (kể từ ngày 27/10/2019), Busan, Fukuoka, Hong Kong, Ishigaki, Kagoshima, Kaohsiung, Kushiro, Matsuyama, Miyazaki, Nagasaki, Naha, Niigata, Sapporo–Chitose, Sendai, Seoul–Incheon, Thượng Hải-Phố Đông, Taipei–Taoyuan, Tokyo–Narita |
| Philippine Airlines           | Cebu, Manila, Taipei–Taoyuan |
| Philippines AirAsia           | Manila |
| Qantas                        | Sydney |
| S7 Airlines                   | Theo mùa: Vladivostok |
| Scoot                         | Bangkok–Don Mueang, Kaohsiung, Singapore |
| Shandong Airlines             | Jinan, Thanh Đảo |
| Shanghai Airlines             | Shanghai–Pudong |
| Shenzhen Airlines             | Bắc Kinh-Thủ đô, Nantong, Shenzhen, Wuxi |
| Sichuan Airlines              | Chengdu, Xi'an, Zhangjiajie |
| Singapore Airlines            | Singapore |
| Spring Airlines               | Chongqing, Đại Liên, Guangzhou, Luoyang, Thanh Đảo, Thượng Hải-Phố Đông, Tianjin, Wuhan, Xi'an, Yangzhou |
| Spring Airlines Japan         | Tokyo–Narita |
| StarFlyer                     | Tokyo–Haneda |
| Swiss International Air Lines | Zurich (kể từ ngày 1/3/2020) |
| Thai AirAsia X                | Bangkok–Don Mueang |
| Thai Airways                  | Bangkok–Suvarnabhumi |
| Thai Lion Air                 | Bangkok–Don Mueang |
| Tianjin Airlines              | Tianjin |
| Tigerair Taiwan               | Kaohsiung, Taipei–Taoyuan |
| Turkish Airlines              | Istanbul (resumes ngày 14 tháng 4 năm 2020) |
| T'way Airlines                | Busan, Daegu, Muan, Guam, Jeju, Seoul–Incheon |
| United Airlines               | Guam, San Francisco |
| VietJet Air                   | Hà Nội, Tp Hồ Chí Minh |
| Vietnam Airlines              | Đà Nẵng, Hà Nội, Tp Hồ Chí Minh, Quảng Ninh |
| XiamenAir                     | Fuzhou, Hangzhou, Xiamen |

### Hàng hóa
| Hãng hàng không        | Các điểm đến |
| ---------------------- | --- |
| Air China Cargo        | Bắc Kinh-Thủ đô, Thượng Hải-Phố Đông |
| ANA Cargo              | Bangkok–Suvarnabhumi, Đại Liên, Naha, Thanh Đảo, Thượng Hải-Phố Đông, Tianjin, Tokyo–Haneda, Tokyo–Narita                                                                |
| Air Hong Kong          | Hong Kong |
| Asiana Cargo           | Seoul–Incheon |
| Cargolux Italia        | Milan-Malpensa, Hong Kong |
| Cathay Pacific Cargo   | Hong Kong, Seoul–Incheon |
| China Airlines Cargo   | Anchorage, Los Angeles, Taipei–Taoyuan |
| China Cargo Airlines   | Thượng Hải-Phố Đông |
| China Postal Airlines  | Shanghai–Pudong |
| EVA Air Cargo          | Taipei–Taoyuan, Anchorage |
| FedEx Express          | Anchorage, Bắc Kinh-Thủ đô, Quảng Châu, Hong Kong, Indianapolis, Memphis, Oakland, Paris-Charles de Gaulle, Singapore, Thượng Hải-Phố Đông, Taipei–Taoyuan, Tokyo–Narita |
| Korean Air Cargo       | Seoul–Incheon |
| Lufthansa Cargo        | Frankfurt, Krasnoyarsk |
| Nippon Cargo Airlines  | Singapore, Tokyo–Narita |
| Silk Way West Airlines | Baku, Seoul–Incheon |
| Suparna Airlines       | Thượng Hải-Phố Đông |
| UPS Airlines           | Anchorage, Thượng Hải-Phố Đông, Shenzhen, Tokyo–Narita |